# Anibal Gordon
Anibal Gordon foi um argentino suspeito de ser um dos líderes do grupo de extermínio Triple A, o qual esteve em atividade durante a "Guerra Suja" nos anos 1970. Também foi membro da agência de inteligência SIDE entre 1968 e 1984.
Gordon morreu na prisão, acusado de vários sequestros e assassinatos. Foi condenado pela execução dos assassinatos de José Rucci, Silvio Frondizi e Rodolfo Ortega Peña. Foi também vinculado ao clã Puccio, responsável por quatro sequestros nos anos 1980.
A ficha criminal de Anibal Gordon registra vários delitos entre 1951 e 1972. Libertado em 1973, envolveu-se com rufianismo, sequestro e assassinato. Depois da volta à democracia, em 1983, Gordon foi preso nas montanhas da Província de Córdoba em janeiro de 1984, acusado pelo sequestro de Guillermo Patricio Kelly, ocorrido em 24 de agosto de 1983. Foi condenado em outubro de 1986 a dezesseis anos de prisão.
Gordon negou ter participado da Triple A, embora tenha admitido ter trabalhado no centro clandestino de detenção da Automotores Orletti, durante a ditadura.